# آيت لحسن أو يخلف (آيت سبع لجروف)
آيت لحسن أو يخلف هي إحدى مشيخات المملكة المغربية، تتبع جغرافيا لإقليم صفرو وإداريًا لآيت سبع لجروف. يقدر عدد سكانها بـ 4236 نسمة حسب الإحصاء الرسمي للسكان والسكنى لسنة 2004.